# Robert F. Kennedy
Robert Francis ”Bobby” Kennedy, även kallad RFK, född 20 november 1925 i Brookline, Massachusetts, död 6 juni 1968 i Los Angeles, Kalifornien, var en amerikansk jurist och politiker (demokrat). Han var justitieminister 1961–1964 samt senator för delstaten New York från 1964 till sin död. Han mördades under sin kampanj för att bli demokraternas kandidat i presidentvalet 1968.
Kennedy var den tredje äldste sonen till Joseph Kennedy och Rose Kennedy samt bror till John F. Kennedy och Ted Kennedy. Han stod länge i skuggan av sin äldre bror John Kennedy, som valdes till president. När denne blev mördad 1963 klev den yngre brodern fram i rampljuset.

## Uppväxt och skoltid
Robert var det sjunde syskonet i en skara om nio barn. Kennedy studerade på Harvard University, där han avslutade studierna 1948. Därefter började han på University of Virginia Law School, där han avlade juridisk examen 1951. Den 17 juni 1950 gifte sig Kennedy med Ethel Skakel. Den 4 juli 1951 föddes Kathleen Hartington Kennedy. Paret fick ytterligare 10 barn.

## Justitieminister
När den äldre brodern, John F. Kennedy, kandiderade till posten som USA:s president var det Robert F. Kennedy som organiserade valkampanjen. John Kennedy blev president, och Robert Kennedy fick plats i regeringen som justitieminister. Under sin tid som justitieminister var Robert en viktig rådgivare åt brodern, bland annat under Kubakrisen. Robert F. Kennedy spelade också en viktig roll i kampen för medborgerliga rättigheter för de svarta. Exempelvis försökte han, stödd av presidenten, få kongressen att rösta igenom en lagstiftning som skulle garantera de svartas medborgerliga rättigheter i alla delstater. Lagen skulle emellertid inte komma att stiftas i kongressen förrän under John F. Kennedys efterträdare Lyndon B. Johnsons mandatperiod.
Efter mordet på John Kennedy fortsatte Robert Kennedy som justitieminister i knappt ett år. Inför valet 1964 avgick Robert från sin regeringspost för att kandidera till senaten för delstaten New York, vilket var ett val som han vann. Under sin tid som senator kritiserade Robert öppet president Lyndon Johnson för dennes politik i Vietnam samtidigt som han, till skillnad från de yngre generationerna i andra västländer, var starkt kritisk till FNL och Nordvietnams regering. Han gjorde även ett besök i Sydafrika där han höll ett uppmärksammat tal i vilket han fördömde apartheid och föreslog att Gud lika gärna skulle kunna vara svart. Efter fyra år som senator, och sedan president Johnson dragit sig ur efter det första primärvalet, satsade Robert Kennedy på att bli USA:s nästa president i valet 1968. Med Johnson borta blev hans främsta motståndare Eugene McCarthy, som engagerade den vita studentrörelsen.

## Presidentkampanjen och mordet
Den 16 mars 1968 tillkännagav Robert F. Kennedy sin kandidatur till presidentposten och åkte sedan ut på en landsomfattande valkampanj. När turen kommit till Kalifornien, som han vann efter en förlust mot McCarthy i Oregon, ledde Robert stort i antalet ombud till demokraternas presidentkonvent. På kvällen den 5 juni 1968 hade han hållit ett tal på Ambassador Hotel i Los Angeles. Efter talet gick han runt och hälsade på personalen på hotellet. När han kom till en av diskarna drog denne upp en pistol och sköt Robert. Diskaren var palestinsk-amerikanen Sirhan B. Sirhan, som greps direkt efter dådet. Eftersom det var många människor i och omkring hotellet var det svårt att snabbt få fram hjälp till den skjutne presidentkandidaten, och han dog tidigt på morgonen den 6 juni. Det har spekulerats om motivet, som sägs vara Sirhans motstånd mot Kennedys mellanösternpolitik; bland annat hade han efter sexdagarskriget lovat sälja stridsflygplan till Israel. Till skillnad från mordet på brodern John greps attentatsmannen omedelbart på platsen, och få har pekat på att ytterligare personer skulle ha varit inblandade. Sirhan avtjänar fortfarande det livstidsstraff han dömdes till.
Kennedys stoft flögs från Los Angeles till New York för att ligga på lit de parade i St. Patrick's Cathedral. Efter rekviemmässa den 8 juni i New York gravsattes han på kvällen samma dag på Arlingtonkyrkogården i Virginia, alldeles utanför Washington, D.C.
Samma dag greps Martin Luther Kings mördare, James Earl Ray, på flygplatsen i London. 
I presidentvalet kom sedan republikanen Richard Nixon att väljas till USA:s 37:e president.

## Familj
Kennedy gifte sig 1950 med Ethel Kennedy, född Skakel (1928-2024).
Barn
1. Kathleen Kennedy Townsend (född 1951), viceguvernör i Maryland 1995–2003
2. Joseph Patrick Kennedy (född 1952), kongressrepresentant för Massachusetts 1987–1999
3. Robert Francis Kennedy Jr. (född 1954), advokat, miljöaktivist, radioman
4. David Kennedy (1955–1984), dog av en överdos narkotika
5. Courtney Kennedy Hill (född 1956)
6. Michael Kennedy (1958–1997), omkom på nyårsaftonen i en skidolycka i Aspen, Colorado
7. Mary Kerry Kennedy (född 1959), aktivist för mänskliga rättigheter
8. Christopher Kennedy (född 1963), affärsman
9. Max Kennedy (född 1965), författare, politisk aktivist
10. Douglas Kennedy (född 1967), journalist
11. Rory Kennedy (född 1968), dokumentärfilmare